# Championnat de Formule 2 2023
 (juillet 2023).
Navigation
2022 2024

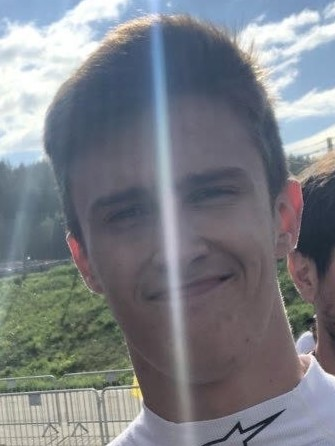
Théo Pourchaire remporte le titre de F2 au terme d'une saison serrée.

Le championnat de Formule 2 2023 est la septième édition du championnat qui succède aux GP2 Series. Les quatre premières éditions ont été organisées de 2009 à 2012. Comportant 26 courses réparties en 13 manches, il démarre le 3 mars à Sakhir et se termine le 26 novembre à Abou Dabi.

## Repères en début de saison

### Changement de régulation technique
Les Formule 2 et Formule 3 vont rouler avec 55% de carburant durable en 2023. Dans le but de réduire l'empreinte carbone des championnats, une augmentation progressive est prévue jusqu'à la saison 2027, où l'utilisation de 100% de carburant durable est prévue.

### Écuries
- Charouz est remplacée par PHM Racing, qui fait ses débuts dans le championnat[1].

### Pilotes

#### Débutants
- Victor Martins, champion en titre de Formule 3 FIA, fait ses débuts chez ART Grand Prix[2].
- Zane Maloney, deuxième de Formule 3 FIA, fait ses débuts chez Carlin[3].
- Oliver Bearman, troisième de Formule 3 FIA, fait ses débuts chez Prema Racing[4].
- Isack Hadjar, quatrième de Formule 3 FIA, fait ses débuts chez Hitech Grand Prix[5].
- Roman Staněk, cinquième de Formule 3 FIA, fait ses débuts chez Trident[6].
- Arthur Leclerc, sixième de Formule 3 FIA, fait ses débuts chez DAMS[7].
- Jak Crawford, septième de Formule 3 FIA, fait ses débuts chez Hitech Grand Prix[5].
- Kush Maini, quatorzième de Formule 3 FIA, fait ses débuts chez Campos Racing[8].
- Brad Benavides, vingt-troisième de Formule 3 FIA, fait ses débuts chez PHM Racing by Charouz[9].

#### Transferts
- Dennis Hauger quitte Prema Racing pour rejoindre MP Motorsport[10].
- Jehan Daruvala quitte Prema Racing pour rejoindre MP Motorsport[11].
- Enzo Fittipaldi quitte Charouz Racing pour rejoindre Carlin[12],[3].
- Frederik Vesti quitte ART Grand Prix pour rejoindre Prema Racing[13].
- Amaury Cordeel quitte Van Amersfoort Racing pour rejoindre Virtuosi Racing[14].
- Roy Nissany quitte DAMS pour rejoindre PHM Racing by Charouz[15].
- Clément Novalak quitte MP Motorsport pour rejoindre Trident Racing[16].
- Richard Verschoor quitte Trident Racing pour rejoindre Van Amersfoort Racing[17].

#### Départs
- Felipe Drugovich quitte la Formule 2 après huit victoires et dix-neuf podiums pour rejoindre Aston Martin F1 Team en tant que pilote réserviste[18].
- Logan Sargeant quitte la Formule 2 après deux victoires et quatre podiums pour rejoindre Williams F1 Team[19].
- Liam Lawson quitte la Formule 2 après cinq victoires et quatorze podiums pour rejoindre Team Mugen en Super Formula[20].
- Marcus Armstrong quitte la Formule 2 après quatre victoires et huit podiums pour rejoindre Chip Ganassi Racing en IndyCar Series[21].
- Jüri Vips quitte la Formule 2 après trois victoires et douze podiums.
- Marino Sato quitte la Formule 2 après trois saisons.
- Jake Hughes quitte la Formule 2 après deux saisons pour rejoindre Neom McLaren Formula E Team en Formule E[22].
- David Beckmann quitte la Formule 2 après deux saisons pour rejoindre Porsche Formula E Team en Formule E en tant que pilote réserviste.
- Olli Caldwell quitte la Formule 2 après une saison.
- Cem Bölükbaşı quitte la Formule 2 après une saison.
- Calan Williams quitte la Formule 2 après une saison.

#### Retours
- Juan Manuel Correa, gravement blessé dans l'accident mortel d'Anthoine Hubert lors de la saison 2019, fait son retour à temps plein dans la discipline et signe chez Van Amersfoort Racing après avoir fini  treizième du championnat de Formule 3 FIA[23].

## Écuries et pilotes
Toutes les écuries disposent de châssis Dallara F2/18 équipés de moteurs Mecachrome V6 et chaussés de pneumatiques Pirelli 18 pouces.
| Équipe                  | N° | Pilote             | Manches |
| ----------------------- | -- | ------------------ | ------- |
| MP Motorsport           | 1  | Dennis Hauger      | Toutes  |
| MP Motorsport           | 2  | Jehan Daruvala     | 1-12    |
| MP Motorsport           | 2  | Franco Colapinto   | 13      |
| Rodin Carlin            | 3  | Zane Maloney       | Toutes  |
| Rodin Carlin            | 4  | Enzo Fittipaldi    | Toutes  |
| ART Grand Prix          | 5  | Théo Pourchaire    | Toutes  |
| ART Grand Prix          | 6  | Victor Martins     | Toutes  |
| Prema Racing            | 7  | Frederik Vesti     | Toutes  |
| Prema Racing            | 8  | Oliver Bearman     | Toutes  |
| Hitech Pulse-Height     | 9  | Jak Crawford       | Toutes  |
| Hitech Pulse-Height     | 10 | Isack Hadjar       | Toutes  |
| DAMS                    | 11 | Ayumu Iwasa        | Toutes  |
| DAMS                    | 12 | Arthur Leclerc     | Toutes  |
| Invicta Virtuosi Racing | 14 | Jack Doohan        | Toutes  |
| Invicta Virtuosi Racing | 15 | Amaury Cordeel     | Toutes  |
| PHM Racing by Charouz   | 16 | Roy Nissany        | Toutes  |
| PHM Racing by Charouz   | 17 | Brad Benavides     | 1-9     |
| PHM Racing by Charouz   | 17 | Josh Mason         | 10-13   |
| Trident Racing          | 20 | Roman Staněk       | Toutes  |
| Trident Racing          | 21 | Clément Novalak    | 1-12    |
| Trident Racing          | 21 | Paul Aron          | 13      |
| Van Amersfoort Racing   | 22 | Richard Verschoor  | Toutes  |
| Van Amersfoort Racing   | 23 | Juan Manuel Correa | Toutes  |
| Campos Racing           | 24 | Kush Maini         | Toutes  |
| Campos Racing           | 25 | Ralph Boschung     | Toutes  |

## Résultats des tests de pré-saison
| Date        | Lieu                  | Circuit               | Pilote le plus rapide | Équipe                | Tour le plus rapide |
| ----------- | --------------------- | --------------------- | --------------------- | --------------------- | ------------------- |
| 23 novembre | Yas Marina, Abou Dabi | Circuit de Yas Marina | Richard Verschoor     | Van Amersfoort Racing | 1 min 36 s 395      |
| 24 novembre | Yas Marina, Abou Dabi | Circuit de Yas Marina | Jack Doohan           | Virtuosi Racing       | 1 min 35 s 990      |
| 25 novembre | Yas Marina, Abou Dabi | Circuit de Yas Marina | Victor Martins        | ART Grand Prix        | 1 min 35 s 908      |
| 14 février  | Sakhir, Bahreïn       | Circuit de Sakhir     | Théo Pourchaire       | ART Grand Prix        | 1 min 42 s 165      |
| 15 février  | Sakhir, Bahreïn       | Circuit de Sakhir     | Richard Verschoor     | Van Amersfoort Racing | 1 min 42 s 140      |
| 16 février  | Sakhir, Bahreïn       | Circuit de Sakhir     | Kush Maini            | Campos Racing         | 1 min 42 s 623      |
| 10 mai      | Barcelone, Espagne    | Circuit de Barcelone  | Jack Doohan           | Virtuosi Racing       | 1 min 24 s 177      |
| 11 mai      | Barcelone, Espagne    | Circuit de Barcelone  | Jack Doohan           | Virtuosi Racing       | 1 min 24 s 318      |
| 12 mai      | Barcelone, Espagne    | Circuit de Barcelone  | Théo Pourchaire       | ART Grand Prix        | 1 min 23 s 943      |

## Calendrier
| no | Date              | Grand Prix                    | Lieu              |
| -- | ----------------- | ----------------------------- | ----------------- |
| 1  | 3-5 mars          | Grand Prix de Bahreïn         | Sakhir            |
| 2  | 17-19 mars        | Grand Prix d'Arabie saoudite  | Djeddah           |
| 3  | 31 mars-2 avril   | Grand Prix d'Australie        | Melbourne         |
| 4  | 28-30 avril       | Grand Prix d'Azerbaïdjan      | Bakou             |
| 5  | 25-28 mai         | Grand Prix de Monaco          | Monaco            |
| 6  | 2-4 juin          | Grand Prix d'Espagne          | Barcelone         |
| 7  | 30 juin-2 juillet | Grand Prix d'Autriche         | Red Bull Ring     |
| 8  | 7-9 juillet       | Grand Prix de Grande-Bretagne | Silverstone       |
| 9  | 21-23 juillet     | Grand Prix de Hongrie         | Hungaroring       |
| 10 | 28-30 juillet     | Grand Prix de Belgique        | Spa-Francorchamps |
| 11 | 25-27 août        | Grand Prix des Pays-Bas       | Zandvoort         |
| 12 | 1-3 septembre     | Grand Prix d'Italie           | Monza             |
| 13 | 24-26 novembre    | Grand Prix d'Abou Dabi        | Yas Marina        |

## Résultats
| Manche | Manche | Circuit           | Pole position   | Meilleur tour     | Pilote vainqueur  | Écurie gagnante         |
| ------ | ------ | ----------------- | --------------- | ----------------- | ----------------- | ----------------------- |
| 1      | S      | Sakhir            |                 | Oliver Bearman    | Ralph Boschung    | Campos Racing           |
| 1      | C      | Sakhir            | Théo Pourchaire | Richard Verschoor | Théo Pourchaire   | ART Grand Prix          |
| 2      | S      | Djeddah           |                 | Victor Martins    | Ayumu Iwasa       | DAMS                    |
| 2      | C      | Djeddah           | Victor Martins  | Arthur Leclerc    | Frederik Vesti    | Prema Racing            |
| 3      | S      | Melbourne         |                 | Dennis Hauger     | Dennis Hauger     | MP Motorsport           |
| 3      | C      | Melbourne         | Ayumu Iwasa     | Frederik Vesti    | Ayumu Iwasa       | DAMS                    |
| 4      | S      | Bakou             |                 | Oliver Bearman    | Oliver Bearman    | Prema Racing            |
| 4      | C      | Bakou             | Oliver Bearman  | Isack Hadjar      | Oliver Bearman    | Prema Racing            |
| 5      | S      | Monaco            |                 | Jack Doohan       | Ayumu Iwasa       | DAMS                    |
| 5      | C      | Monaco            | Frederik Vesti  | Victor Martins    | Frederik Vesti    | Prema Racing            |
| 6      | S      | Barcelone         |                 | Théo Pourchaire   | Frederik Vesti    | Prema Racing            |
| 6      | C      | Barcelone         | Oliver Bearman  | Clément Novalak   | Oliver Bearman    | Prema Racing            |
| 7      | S      | Red Bull Ring     |                 | Zane Maloney      | Jak Crawford      | Hitech Pulse-Eight      |
| 7      | C      | Red Bull Ring     | Victor Martins  | Ayumu Iwasa       | Richard Verschoor | Van Amersfoort Racing   |
| 8      | S      | Silverstone       |                 | Ayumu Iwasa       | Frederik Vesti    | Prema Racing            |
| 8      | C      | Silverstone       | Victor Martins  | Victor Martins    | Victor Martins    | ART Grand Prix          |
| 9      | S      | Hungaroring       |                 | Ayumu Iwasa       | Dennis Hauger     | MP Motorsport           |
| 9      | C      | Hungaroring       | Jack Doohan     | Jack Doohan       | Jack Doohan       | Invicta Virtuosi Racing |
| 10     | S      | Spa-Francorchamps |                 | Richard Verschoor | Enzo Fittipaldi   | Rodin Carlin            |
| 10     | C      | Spa-Francorchamps | Oliver Bearman  | Jack Doohan       | Jack Doohan       | Invicta Virtuosi Racing |
| 11     | S      | Zandvoort         |                 | Non attribué      | Isack Hadjar      | Hitech Pulse-Eight      |
| 11     | C      | Zandvoort         | Jak Crawford    | Clément Novalak   | Clément Novalak   | Trident                 |
| 12     | S      | Monza             |                 | Victor Martins    | Frederik Vesti    | Prema Racing            |
| 12     | C      | Monza             | Théo Pourchaire | Théo Pourchaire   | Oliver Bearman    | Prema Racing            |
| 13     | S      | Yas Marina        |                 | Victor Martins    | Frederik Vesti    | Prema Racing            |
| 13     | C      | Yas Marina        | Jack Doohan     | Victor Martins    | Jack Doohan       | Invicta Virtuosi Racing |

## Classements

### Système de points
Les points de la course principale sont attribués aux 10 premiers pilotes classés, tandis que les points de la course sprint sont attribués aux 8 premiers pilotes classés. La pole position de la course principale rapporte 2 points, et dans chaque course, 1 point est attribué pour le meilleur tour en course réalisé par un pilote finissant dans le top 10. Ce système d'attribution des points est utilisé pour chaque manche du championnat.
Les qualifications déterminent l'ordre de départ de la course principale (course 2). L'ordre de départ de la course sprint est déterminé selon l'ordre des qualifications avec les dix premiers pilotes inversés.
| Position                    | 1er | 2e | 3e | 4e | 5e | 6e | 7e | 8e | 9e | 10e | Pole | MT |
| Points en Course principale | 25  | 18 | 15 | 12 | 10 | 8  | 6  | 4  | 2  | 1   | 2    | 1  |
| Points en Sprint            | 10  | 8  | 6  | 5  | 4  | 3  | 2  | 1  |    |     |      | 1  |